# Station Mokrz
Station Mokrz is een spoorwegstation in de Poolse plaats Mokrz.